# Gymnophora acutangula
Gymnophora acutangula är en tvåvingeart som beskrevs av Schmitz 1929. Gymnophora acutangula ingår i släktet Gymnophora och familjen puckelflugor. Inga underarter finns listade i Catalogue of Life.